# ماشین مین بین دکتر رباتنیک
ماشین مین بین دکتر رباتنیک (به انگلیسی: Dr. Robotnik's Mean Bean Machine) بازی معمایی سقوط بلوکی می‌باشد که توسط کمپایل توسعه‌یافته و توسط سگا منتشر شده‌است. این بازی در نوامبر سال ۱۹۹۳ در آمریکای شمالی و اروپا برای سگا جنسیس / مگا درایو منتشر شد و در سال ۱۹۹۳ به گیم گیر و در سال ۱۹۹۴ نیز به مستر سیستم پورت شد.